# Cornetto (gastronomía)

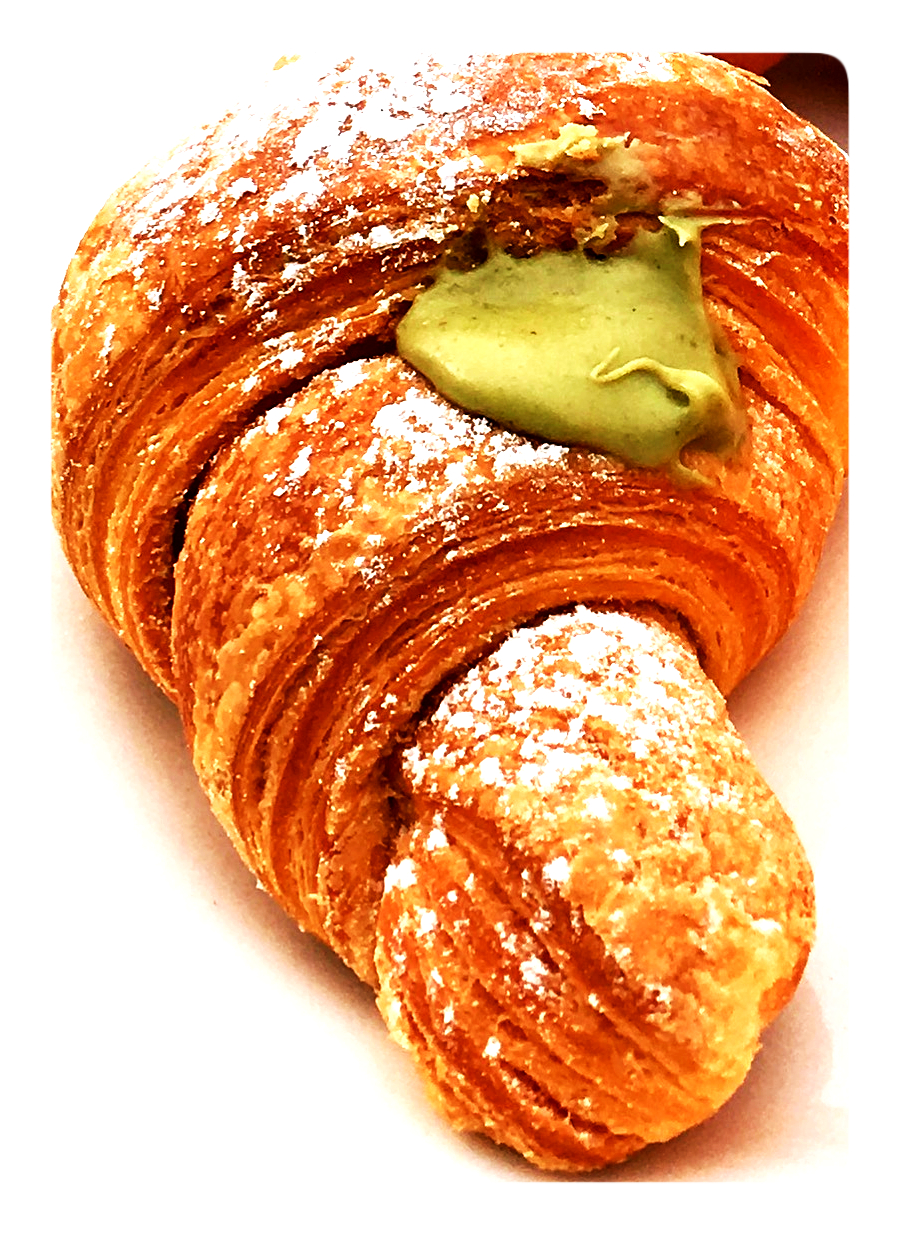
Cornetto

El cornetto es un bollo italiano derivado del kipferl austriaco y parecido al croissant francés, distinguiéndose de este último por contener huevo y una cantidad mayor de azúcar, ingredientes que hacen del cornetto un alimento exclusivamente dulce, externamente más suave e internamente más denso en comparación al croissant, el cual es exteriormente más crujiente, internamente alveolado y de uso más versátil, prevaleciendo en este el sabor y la textura dada por la mantequilla. Además el cornetto, a diferencia del croissant (que tradicionalmente suele ser vacío), se presenta generalmente relleno de mermeladas o cremas dulces de diferentes tipologías.

## Características
Los ingredientes principales del cornetto son masa de repostería, huevos, mantequilla, agua y azúcar. La yema de huevo es aplicada en su superficie para obtener un color dorado.
El cornetto suele ser acompañado por un relleno, que puede ser de crema pastelera, mermeladas o crema de chocolate, entre otros rellenos dulces, pero se puede encontrar también vacío, y en este caso es llamado cornetto vuoto ("cuernito vacío"); en ambos casos está cubierto con azúcar en polvo o almendras molidas.
El nombre cornetto es común en el Sur y en el Centro de Italia, mientras que es llamado brioche en el Norte del país.

## Historia
La receta se volvió muy popular en Italia, y más específicamente en la región de Véneto, después del año 1683, gracias a las intensas relaciones comerciales entre la República de Venecia y Viena.
En 1797, con el Tratado de Campo Formio, y posteriormente con la creación del Reino lombardo-véneto, el cornetto logró su máxima popularidad, representando un patrimonio de la tradición de los maestros panaderos de Véneto.
En el día de hoy el cornetto, acompañado con un café espresso o un cappuccino en una cafetería, representa uno de los desayunos más comunes en todas las regiones de Italia.
En las regiones del Sur son presentes panaderías o "cornetterie" que solamente se dedican a la producción de este dulce, y suelen abrir en las noches.